# 오란다 (물고기)

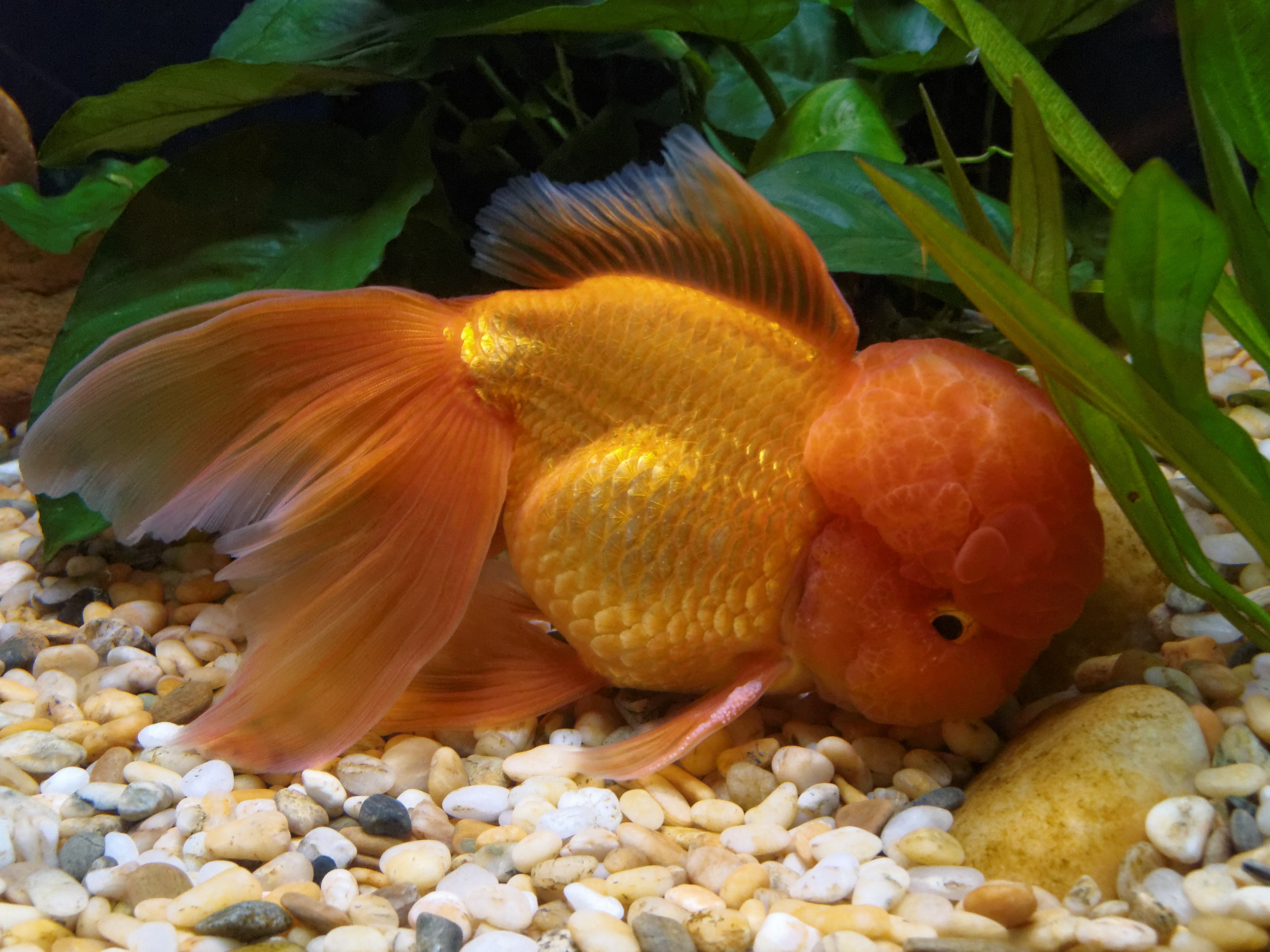

오란다(oranda)는 머리의 거품같은 후드가 눈에 띄는 것이 특징인 금붕어종이다. 왕관을 뜻하는 이 후드는 머리 위에서 성장하거나 눈과 입을 제외하고 모든 얼굴을 감쌀 수 있다.
중화인민공화국에서 처음으로 일본에 수입되었을 때 네덜란드 서식종으로 잘못 인식되었는데, 그 이유는 일본에서 네덜란드를 "오란다"로 호칭하기 때문이다. 그러므로 일본에서는 오란다사자머리(オランダ獅子頭)라는 이름이 호칭된다.

## 개요
머리에 튀어나온 살점 때문에 오란다는 가장 대중적인 금붕어종 중 하나가 되었다.
오란다의 색은 다양하며 대부분은 오렌지색, 빨간색, 빨간색/흰색, 빨간색/검은색, 검은색, 파란색, 초콜릿색, 구리색, 흰색 또는 은색, 흑백색(팬더색), 빨간색/검은색/흰색(3색), 칼리코색이다.
어린 것의 머리 성장은 1~2년에 걸쳐 발달할 수 있다. 길이는 20~31센티미터(8~12인치)에 도달할 수 있다. 박테리아 감염에 취약하므로 세심한 주의가 필요하다. 오란다는 17~28°C를 견딜 수 있다. 근래에 파란 비늘 오란다가 개발되었으나 보기는 매우 드물다. 오란다는 특히 다른 금붕어종에 비해 추운 온도에 민감하다.

## 갤러리

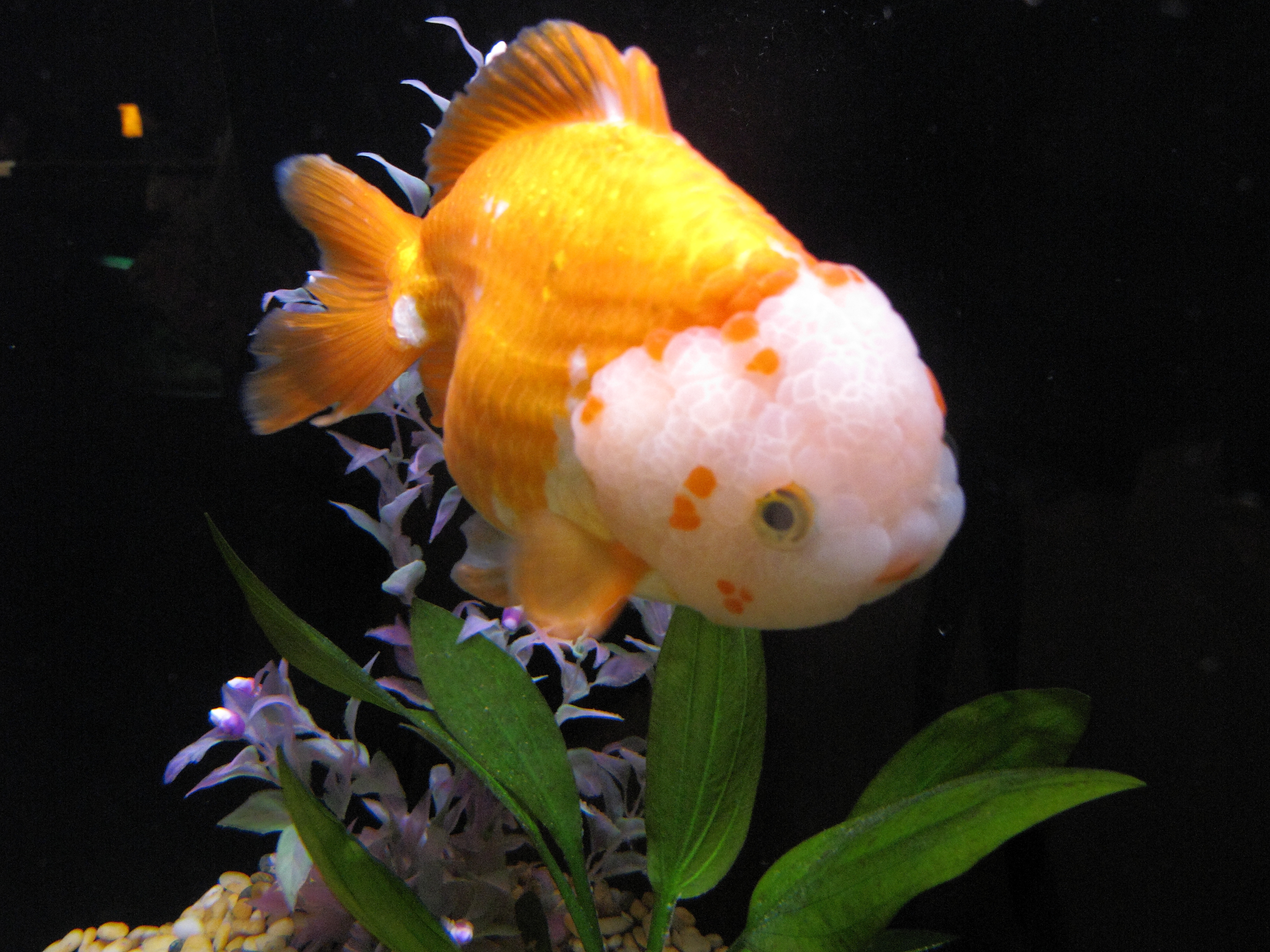
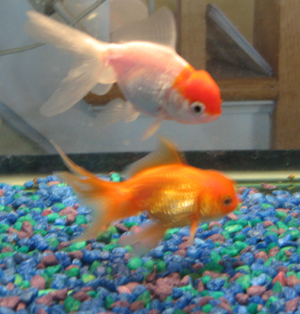
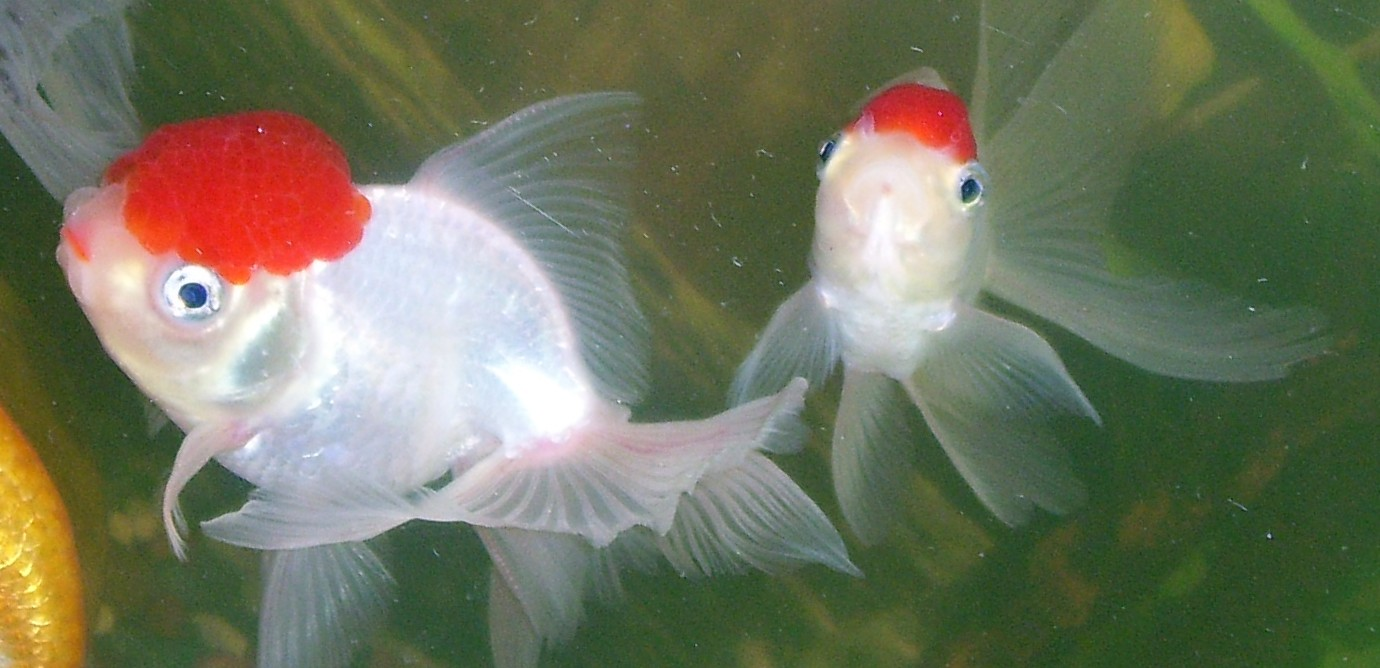